# Dintel 24 de Yaxchilán
El Dintel 24 es como los modernos arqueólogos llaman a una talla de caliza maya antigua, procedente de Yaxchilán, en lo que hoy es Chiapas, México. El dintel data de entre los años 723 y 726, colocándolo dentro del período clásico tardío. El texto de jeroglíficos mayas indica que la escena representada es un ritual de derramamiento de sangre que tuvo lugar en 5 Eb 15 Mac (28 de octubre) de 709. El gobernante, Escudo Jaguar II, sostiene una antorcha, mientras que su esposa, la señora K'anb'al Xook, o Xoc, tira de una cuerda cuajada de lo que ahora se cree que son esquirlas de obsidiana a través de su lengua para conjurar una serpiente de la visión.
El Dintel 24 está considerado una obra maestra del arte maya y ha sido escogido como uno de los cien objetos arqueológicos del programa de la BBC Radio 4 Una historia del mundo en cien objetos.
Forma parte de un grupo de tres dinteles que estaban en el Edificio 23, encima de la puerta sureste. Unas hojas de papel de corteza dobladas en forma de biombo se encuentran en una cesta delante de la princesa; sobre el papel goteaba la sangre derramada, luego se quemaba para que el humo con el sacrificio ascendiera. El dintel tiene trazas de pigmentos rojo y azul maya.

## Descubrimiento y traslado
El dintel 24 se encontró en su contexto original junto con los dinteles 25 y 26 en la estructura 23 de Yaxchilán. Alfred Maudslay robó el dintel en 1882 y lo embarcó al Reino Unido, donde aún permanece hoy en día, en el Museo Británico de Londres. El dintel 25 hizo el viaje en 1883. El dintel 26 fue descubierto en 1897 por Teobert Maler. Fue retirado y llevado al Museo Nacional de Antropología (MNA) en 1964. Desde entonces, la estructura 23 se ha derrumbado.

## Inscripciones
“El texto está formado por dos frases, una relacionada con el Escudo Jaguar, la otra con su esposa. Los primeros tres glifos documentan el acontecimiento y la fecha, “él está derramando sangre,” con glifos adicionales aparentemente especificando el particular contexto ritual. El nombre de Escudo Jaguar comienza en E2b, con un título que nos dice que él era un “4-Katun ahpo”--- que él había llegado a su cuarto katun, en la época del acontecimiento. Su nombre personal está formado por un escudo que se asienta sobre una cabeza de jaguar. La frase del nombre concluye nombrándolo “el captor de Ah-Ahaual” y “un señor de sangre de Yaxchilán.”
Las acciones de la mujer están documentadas en el marco más pequeño detrás del Escudo Jaguar... Los tres últimos glifos documentan la frase de su nombre.”

## Estilo

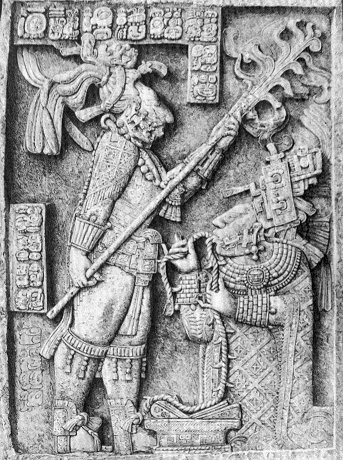
Dibujo de Désiré Charnay (1885)

El dintel está realizado en estilo de altorrelieve con el fondo profundamente retranqueado. Los tres fueron aparentemente encargados por la Señora Xoc para los umbrales de la Estructura 23. Los dinteles muestra elaborados trajes del rey y la reina con notable detalle y con una poco característica falta de abstracción. Estos dinteles están considerados por algunos como la cumbre del arte maya. Podemos estudiar el detalle del tejido maya tal como se representa en estas tallas, y vemos las perlas entretejidas en la tela. Sutiles diferencias en los tres dinteles sugieren que las composiciones fueron terminadas por dos o tres artistas diferentes. Cada una de las obras está firmada, indicando que la producción de tales obras se consideraba una labor altamente especializada más que un mero comercio.

## El rey
Escudo Jaguar fue una figura central para dirigir el devenir de Yaxchilán. Ascendió al poder en 681 y murió en 742.[cita requerida] Hay numerosos documentos que se refieren a él en artefactos al final de la Etapa V en Yaxchilán. En el dintel 24, se le representa sosteniendo una antorcha sobre su primera mujer, la Señora Xoc. El rey lleva el pelo hacia atrás, con plumas de quetzal que indican que también derramará sangre en esta ceremonia. Junto a su cabeza está lo que parece una representación de la Máscara del Bufón. Esta máscara del bufón se considera análoga al glifo de realeza, ajaw, y recibe este nombre por la vegetación que a menudo se representa viniendo de lo alto de él. Puesto que el resto del traje está representado sin demasiada abstracción, se sugiere que los reyes mayas pudieron tener literalmente unida una cabeza reducida a su diadema como una representación de poder. Se le muestra llevando un pectoral con una representación del sol. Está colgado de un collar de cuentas de jade y lo que probablemente sean conchas talladas cayendo por la espalda. El artista tuvo cuidado de mostrar tanto detalle como las cuerdas que están atadas para aguantar los brazaletes que lucen ambos miembros de la realeza, y la pauta tejida en la bella capa de Escudo Jaguar.

## La reina

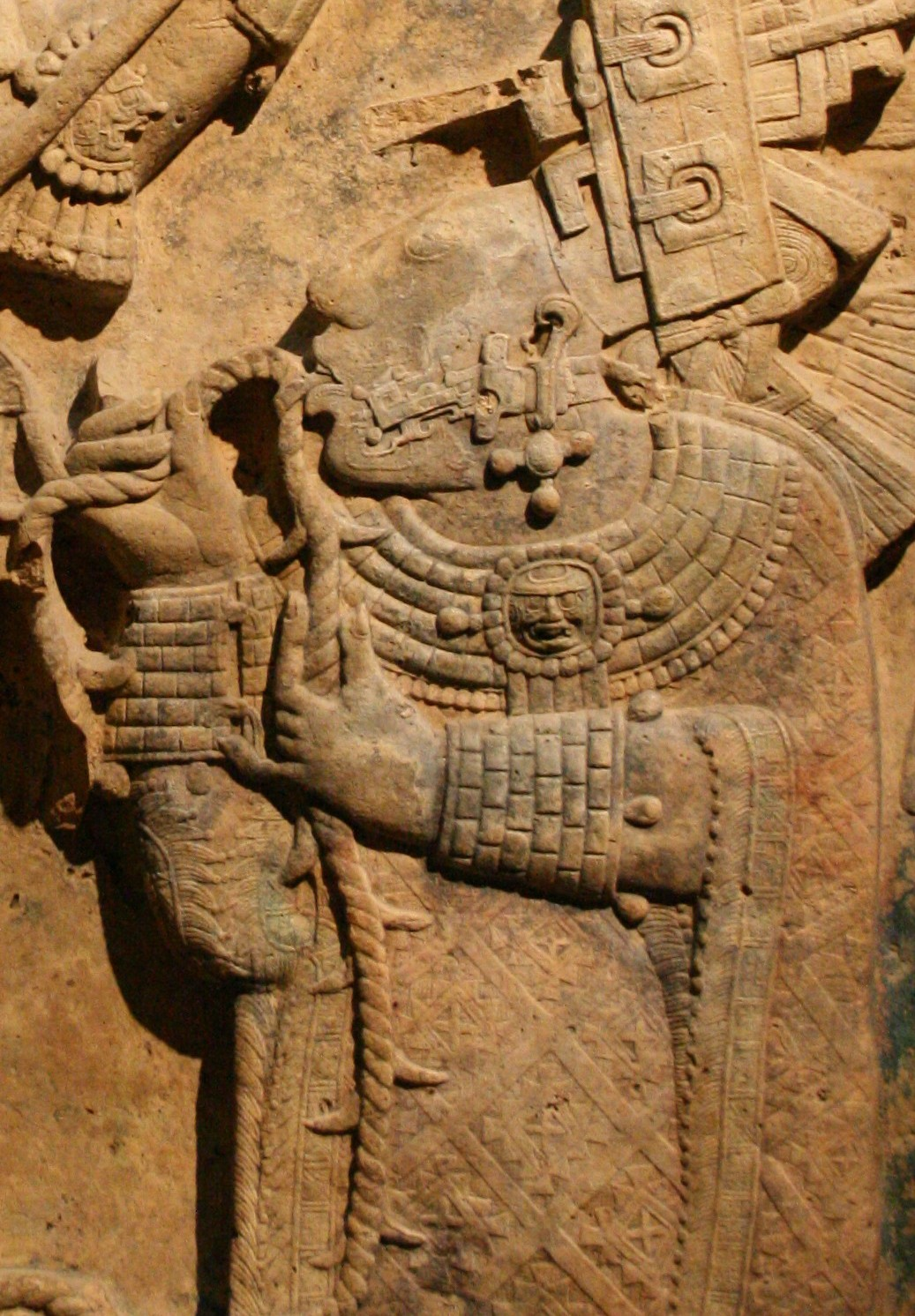
Detalle de la Señora Xoc

La Señora Xoc es una de las más destacadas y, posiblemente, con más poder político, de las mujeres en la civilización maya. Se muestra aquí a la Señora Xoc desempeñando un importante rito real de sangría o derramamiento de sangre. Tirando de la cuerda que está cuajada de fragmentos de obsidiana a través de su lengua, hace que la sangre gotee sobre tiras de papel que se guardan en una cesta tejida para ser quemados tal como se representa en el dintel 25. Se ven volutas de sangre sobre la cara. La reina también luce un tocado elaborado. Hay borlas de flores en la parte principal de la diadema y una representación en mosaico de Tlaloc al que le salen plumas de quetzal. Su huipil elaboradamente tallado está ribeteado con flecos y perlas. Su collar también parece tener una representación pectoral del dios del sol. Está probablemente elaborado con conchas o placas de jade, lo mismo que sus brazaletes.

## Tumbas asociadas
Recientes excavaciones han descubierto lo que se cree que eran las tumbas de Escudo Jaguar y la Señora Xoc dentro de la Estructura 23. Descubierto en relación con el entierro femenino atribuido a la Señora Xoc había 146 hojas de obsidiana prismáticas, cada una con dos muescas laterales en los bordes. Se encuentran en lo que es conocido como Elemento 21 en la Sala 1 de la Estructura 23 en Yaxchilán. Debido a la asociación con el entierro de la Señora Xoc en la Sala 2, se han interpretado como lo que se representa en el dintel 24. La interpretación original de la cuerda tachonada era que tenía unidas espinas, pero esta nueva evidencia en el contexto ha cambiado la interpretación. Ahora sabemos que era una cuerda tachonada de hojas de obsidiana usadas en el ritual, y pudieron ser exactamente los mismos fragmentos de obsidiana representados en el dintel. El entierro de la Señora Xoc es conocido como Tumba 3. Los restos de Escudo Jaguar no quedarían lejos, en la Sala 3. Se refieren a ello como Tumba 2. Se encontraron elaborados ajuares funerarios en relación con ambos enterramientos.